# Grüne Liga
Die Grüne Liga (Eigenschreibweise GRÜNE LIGA) wurde am 18. November 1989 bzw. 3. Februar 1990 in der DDR als „Netzwerk ökologischer Bewegungen“ gegründet.
Gründungsmitglieder waren u. a. Reimar Gilsenbach, Matthias Platzeck und der erste Sprecher und langjährige Vorstandsvorsitzende Klaus Schlüter.
Die Wurzeln der Organisation liegen in der vom DDR-Staat teilweise heftig bekämpften kirchlichen Umweltbewegung der DDR und den staatlich geduldeten und kanalisierten Ökologiegruppen im Kulturbund der DDR.

## Geschichte
Die Gründung erfolgte ausdrücklich als dezentrales Netzwerk, um sich von der Parteienpolitik und dem parteiförmig organisierten Weg eines Teils der Umweltbewegung in die Parlamente abzugrenzen. Einige Umweltschützer reagierten darauf jedoch bei dem am 18. November 1989 in der Bekenntniskirche in Alt-Treptow stattfindenden Treffen zur Gründung der Grünen Liga, indem sie einen Gründungsaufruf für die Grüne Partei in der DDR verteilten. Bereits im Mai 1989 hatte das Grün-Ökologische Netzwerk Arche beschlossen, für die nächste Volkskammerwahl eine Liste mit eigenen Kandidaten aufzustellen. Nach den politischen Umbrüchen im Herbst 1989 wurde der Gründungsaufruf am 5. November veröffentlicht.
Die ursprüngliche Idee der Liga, möglichst alle ostdeutschen Umweltgruppen zu vernetzen, scheiterte an der Ausdehnung der großen westdeutschen Umweltorganisationen (DBV/NABU, BUND, WWF, Greenpeace) nach Osten. Zunächst gab es eine enge und gleichberechtigte Kooperation mit dem westdeutschen Bundesverband Bürgerinitiativen Umweltschutz (BBU), mit dem die Grüne Liga am ehesten vergleichbar ist. Eine dauerhafte Ost-West-Vernetzung kam jedoch nur in einigen Teilbereichen zustande. Heute ist die Grüne Liga in den fünf neuen Bundesländern und Berlin unterschiedlich stark vertreten. In Sachsen und Berlin ist sie recht präsent und vielfältig, während sie in Sachsen-Anhalt und Mecklenburg-Vorpommern nur noch wenige Aktive hat. Als Mitglied des Deutschen Naturschutzrings ist die Grüne Liga bundesweit vernetzt.
Der Verein befasst sich mit vielen Themen aus dem Umweltbereich und teilweise auch darüber hinaus, wie Soziales, Wirtschaft und Frieden. Es gibt Bundeskontaktstellen und Facharbeitskreise zu den Bereichen Energie (Braunkohle, Erneuerbare Energien, Kernenergie), Gesteinsabbau, Internationales (Osteuropa), Landwirtschaft/Gentechnik, Nachhaltige Regionalentwicklung, Verkehr und Wasser (Flussausbau, Wasserrahmenrichtlinie).

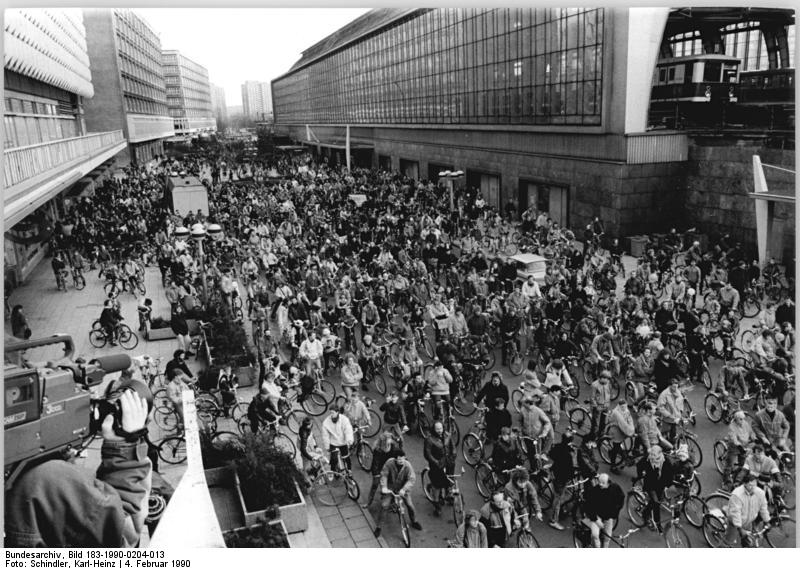
Fahrraddemo der Grünen Liga in Berlin in einem Aktionsbündnis mit der Grünen Partei der DDR, 1990

Das fachlich-politische Spektrum ist weit gefächert. Neben vielen kleineren, selbstständigen, aber gut vernetzten Gruppen, die vor allem Naturschutz- und Bildungsarbeit machen und effektive Aktionen sowie Kampagnen durchführen, gibt es auch Gruppen, die öko-anarchistische Theorie und Praxis vertreten. Zudem werden Großprojekte mit Firmensponsoring und staatlichen Geldern in einigen Landesverbänden realisiert. Die Grüne Liga in Brandenburg engagiert sich beispielsweise gegen neue Braunkohletagebaue und für einen nachhaltigen Umbau des Energiesystems. Die Grüne Liga Sachsen kritisiert die Auswirkungen der erneuerbaren Energien auf Natur und Landschaft.

## Struktur
Im Jahr 2003 hatte das Netzwerk etwa 29.000 Mitglieder. Aufgrund der offenen Netzwerkstruktur der Grünen Liga gibt es viele rechtlich selbstständige Mitgliedsvereine und -gruppen, sodass die genaue Mitgliederzahl nicht festgelegt werden kann. Jedes Netzwerkmitglied war für Beiträge und Finanzierung selbst verantwortlich, ebenso für die Inhalte. Anfangs gab es keine zentrale Organisation, sondern nur einen ehrenamtlichen Bundessprecherrat und eine koordinierende Bundesgeschäftsstelle mit einer hauptamtlichen Mitarbeiterin.
Seit 2009 ist die Grüne Liga ein nach § 3 Umwelt-Rechtsbehelfsgesetz anerkannter Verband. Sowohl die Landesverbände als auch der Bundesverband sind eingetragene Vereine und wurden 2015 als gemeinnützig anerkannt.
Gegenwärtig bestehen vier Landesverbände:
- Berlin
- Brandenburg, mit Sitz in Potsdam
- Sachsen, mit Sitz in Dresden
- Thüringen, mit Sitz in Weimar

Daneben gibt es mehrere Regionalverbände wie die GRÜNE LIGA Dresden/Oberes Elbtal e. V. oder die GRÜNE LIGA Osterzgebirge e. V., sowie 45 natürliche Personen als Einzelmitglieder.
Der Verein ist Herausgeber der Umweltzeitschriften Alligator (bundesweit), Der Rabe Ralf (Berlin) und kleinerer regionaler Publikationen, die alle auch sozial- und wirtschaftspolitische Themen behandeln. Er organisiert darüber hinaus das jährliche Umweltfestival in Berlin.
Ab 1994 baute die Grüne Liga Berlin die Jugendnaturschutzakademie Brückentin mit Wohn- und Seminarhäusern am südöstlichen Rand des Müritz-Nationalparks in Mecklenburg auf, die inzwischen als eigenständiger Verein besteht.

## Juristische Auseinandersetzungen
Bundesweit bekannt wurde die Grüne Liga Sachsen aufgrund ihrer erfolgreichen Klage vor dem Bundesverwaltungsgericht gegen den Planfeststellungsbeschluss für die Waldschlößchenbrücke in Dresden, welcher laut Urteil vom 15. Juli 2016 rechtswidrig war. Ebenso erzwang sie am 1. Juni 2017 per Urteil des Bundesverwaltungsgerichts ein vorläufiges Nutzungsverbot für einen Teilabschnitt des Elster-Radwegs, welcher ohne die erforderliche Genehmigung in einem Schutzgebiet gebaut wurde. Außerdem erreichte sie vorläufig ihre Ziele mit Klagen vor dem Dresdner Verwaltungsgericht gegen die Abschussgenehmigung für den Wolf bei Ralbitz, vor dem Chemnitzer Verwaltungsgericht gegen den Striegistalradweg und vor dem Bundesverwaltungsgericht über die Zulässigkeit einer Klage gegen die Festlegung von Flugrouten über Leipziger Naturschutzgebieten.
Im Februar 2019 reichte die Grüne Liga gemeinsam mit der Deutschen Umwelthilfe Klage gegen den Hauptbetriebsplan des Braunkohletagebaus Jänschwalde (Spree-Neiße) ein, weil benachbarte, besonders geschützte Gebiete wie etwa Moore gefährdet seien. Im August entschied das Verwaltungsgericht Cottbus, dass der Betrieb vorläufig ab September 2019 einzustellen sei, da die Umweltverträglichkeitsprüfung für europäische FFH-Schutzgebiete (Fauna-Flora-Habitat) durch das Landesamt für Bergbau, Geologie und Rohstoffe Brandenburg nicht in der gesetzten Frist durchgeführt werden konnte. Das Verwaltungsgericht lehnte den vom Betreiber LEAG eingereichten Fristverlängerungsantrag ab.
Am 7. Mai 2021 hob das zuständige Landesamt nach einem Widerspruch der Grünen Liga Thüringen den Zulassungsbescheid für einen bereits erfolgten Straßenbau auf der Werrabahntrasse auf.
Am 29. Juni 2021 lehnte das Verwaltungsgericht Frankfurt (Oder) einen Eilantrag gegen den Probebetrieb des Tesla-Werkes in Grünheide bei Berlin ab, den die Grüne Liga zusammen mit dem NABU vorgelegt hatte.